# Zöld veltelini
A zöld veltelini Magyarországon a soproni borvidék fő fehérszőlő fajtája. Valószínűleg osztrák eredetű, Ausztria területének egynegyedén, 13 000 hektáron termesztik ezt a fajtát. (Külföldi nevei:Grüner Muskateller, Grüner Veltliner, Valtelin blanc, Ranfol blanc, Ranfol weisser, Ranfol bianco, Veltelinske zelene, Veltelinski zelenij.) A legfrissebb genetikai vizsgálatok szerint egy természetes kereszteződése a tramini és a St. Georgen fajtáknak. A többi veltelini fajtával (piros veltelini, korai piros veltelini) nem áll rokonságban.

## Elterjedése
Ausztria legelterjedtebb fajtája, elsősorban Alsó-Ausztriában, Burgenlandban és Bécs tartományaiban található meg. Elvétve Németországban és a tengerentúlon is lehet vele találkozni, illetve Ausztria környező országaiban, így Magyarországon és Csehországban is.
Magyarországon majd 1500 hektáron termelik és arányaiban a leggyakrabban az Etyek-Budai, a Balatonboglári és a Soproni borvidéken fordul elő, míg mennyiségben Balatonbogláron találkozni vele a legtöbbet. Szereti a lösz talajt, a szárazságot ugyanakkor nem preferálja.

## Jellemzése
A szőlő fürtje jellemzően közép-nagy, vállas, tömött, megnyúlt, gömbölyű, éretten is zöld színű pontozott bogyókkal. A minőségi és az asztali tömegborok közötti minőséget képviseli. Sok jó tulajdonsága van a fajtának, leginkább az, hogy csak egyszerű borászati technológiát igényel. Ha metszéskor nem hagyunk sok világos rügyet (alacsony vagy közepes tőketerhelésnél) zamatos, illatos, élénk savtartalmának köszönhetően üde bort termelhetünk rajta. A szőlőnek jellegzetesen fűszerpaprikára, fehérborsra, borsra utaló aromája van. 
Fagytűrő, termése nem hajlamos rothadásra. Igen bőtermő, könnyen túlterhelhető fajta, érési ideje közepes. Beérési cukorfoka átlagosan 18-19.

## Felhasználása
Általában könnyed, gyümölcsös, fűszeres borokat ad, de pezsgőalapanyagnak is előszeretettel használják a magas savaknak köszönhetően. Elvétve találni valóban mély, fűszeres vagy fahordós érlelésű tételeket, elsősorban a gyümölcsösségen és a könnyedségen van benne a hangsúly.
Nagy általánosság elmondható, hogy a citrusos, lime-os, zöldes jegyek mellett a csonthéjasok és egy kifejezett, fűszeres jegy dominál a borban, amit gyakran fehér-, fekete-, vagy rózsaborsként szoktak körülírni, köszönhetően a fajta fő karakterének.

## Gasztronómiai ajánlat
Jellegzetes aromái miatt remekül párosítható spárgával, medvehagymával, friss salátákkal, halakkal és citrusos fogásokkal, de tejszínes tészták, krémlevesek, és friss sajtos ételek mellé is tökéletes választás lehet. Remekül passzol szárnyasok mellé, libából készült ételekhez, és a könnyebb sertésből készült fogások mellé is.
8-10 Celsius fokon kell kínálni. 

## Külső hivatkozások
- Zöld veltelini Archiválva 2007. december 11-i dátummal a Wayback Machine-ben [Tiltott forrás?]
- Bor szőlő